# 川治温泉駅
川治温泉駅（かわじおんせんえき）は、栃木県日光市藤原にある野岩鉄道会津鬼怒川線の駅。
川治温泉街へは、隣の川治湯元駅が最寄りである。

## 歴史
- 1986年（昭和61年）10月9日 - 開業[1][2]。

## 駅構造
島式ホーム1面2線を有する高架駅。列車交換が可能である。
駅舎内に「臨時きっぷうりば」があるが、2020年4月21日より当面の間駅員無配置となっている。

### のりば
| 番線 | 路線          | 方向 | 行先                                                 |
| ---- | ------------- | ---- | ---------------------------------------------------- |
| 1    | ■会津鬼怒川線 | 下り | 会津高原尾瀬口・会津田島・会津若松方面               |
| 2    | ■会津鬼怒川線 | 上り | 新藤原・鬼怒川温泉・とうきょうスカイツリー・浅草方面 |

## 利用状況
2016年度の年間乗車人員は10,743人である。したがって、同年度の一日平均乗車人員は29人である。
近年の年度別乗車人員の推移は下表のとおりである。
| 年度               | 乗車人員 | 一日平均 乗車人員 |
| ------------------ | -------- | ----------------- |
| 2008年（平成20年） | 23,067   | 63                |
| 2009年（平成21年） | 17,485   | 48                |
| 2010年（平成22年） | 16,742   | 46                |
| 2011年（平成23年） | 11,550   | 32                |
| 2012年（平成24年） | 12,751   | 35                |
| 2013年（平成25年） | 10,571   | 29                |
| 2014年（平成26年） | 9,921    | 27                |
| 2015年（平成27年） | 9,702    | 27                |
| 2016年（平成28年） | 10,743   | 29                |

## 駅周辺
駅付近は小網（こあみ）の集落になっており、 国道121号沿いに民家が並ぶ。当駅が最寄りであった日光市立川治小学校・中学校は2010年をもって閉校となった。駅近くの鬼怒川には栃木県企業局が管理する小網ダムがある。
駅名になっている川治温泉は隣駅の川治湯元駅が最寄りであり、当駅を利用してのアクセスには不向きである（徒歩約20分）。

## バス路線
停留所が複数箇所に分散している。停留所名は各事業者とも「川治温泉駅前」。

### 駅前ロータリー内停留所
駅前ロータリー内に設置されている停留所には日光市営バスが停車する。
- 日光市営バス（鬼怒川温泉女夫渕線）[5]
  - 川治温泉・青柳・川俣経由 女夫渕行き

※市営バス鬼怒川温泉駅行きは降車専用停留所につき当停留所から乗車不可

### 国道沿い停留所
国道121号（会津西街道）沿いの停留所には日光交通のバスが停車する。
- 日光交通[6]
  - 川治温泉・湯西川温泉駅経由 湯西川温泉行き
  - 鬼怒川温泉駅行き

## 隣の駅
野岩鉄道
■会津鬼怒川線
- ■特急「リバティ会津」停車駅

□快速「AIZUマウントエクスプレス」・■区間快速・■普通
龍王峡駅 - 川治温泉駅 - 川治湯元駅